# Assi Azar
Assi Azar (héberül: אסי עזר) izraeli színész, műsorvezető. A 2019-es Eurovíziós Dalfesztivál egyik műsorvezetője Lucy Ayoub mellett.

## Élete
Holonban született (Tel-Aviv egyik kerületében). 
A Big Brother-Israel egyik műsorvezetője volt Erez Tal mellett 2015-ig.
Ő volt a 2019-es Eurovíziós Dalfesztivál egyik házigazdája.